# Karwowo (gmina Rajgród)
Karwowo – wieś w Polsce położona w województwie podlaskim, w powiecie grajewskim, w gminie Rajgród.
W okresie międzywojennym stacjonowała tu placówka Straży Celnej „Karwowo”.
W latach 1975–1998 miejscowość należała administracyjnie do województwa łomżyńskiego.